# Kraftwerk John E. Amos
Das Kraftwerk John E. Amos ist ein Kohlekraftwerk im US-Bundesstaat West Virginia. Es liegt am Kanawha River in der Nähe des Orts Nitro.
Die drei Blöcke haben eine Gesamtkapazität von 2.900 MW. Der Block 3 gehörte (mit dem ähnlichen Kraftwerk Cumberland) bei seiner Fertigstellung zu den weltweit leistungsfähigsten.
Von 2005 bis 2008 wurde eine Rauchgasentschwefelung installiert.

## Blöcke

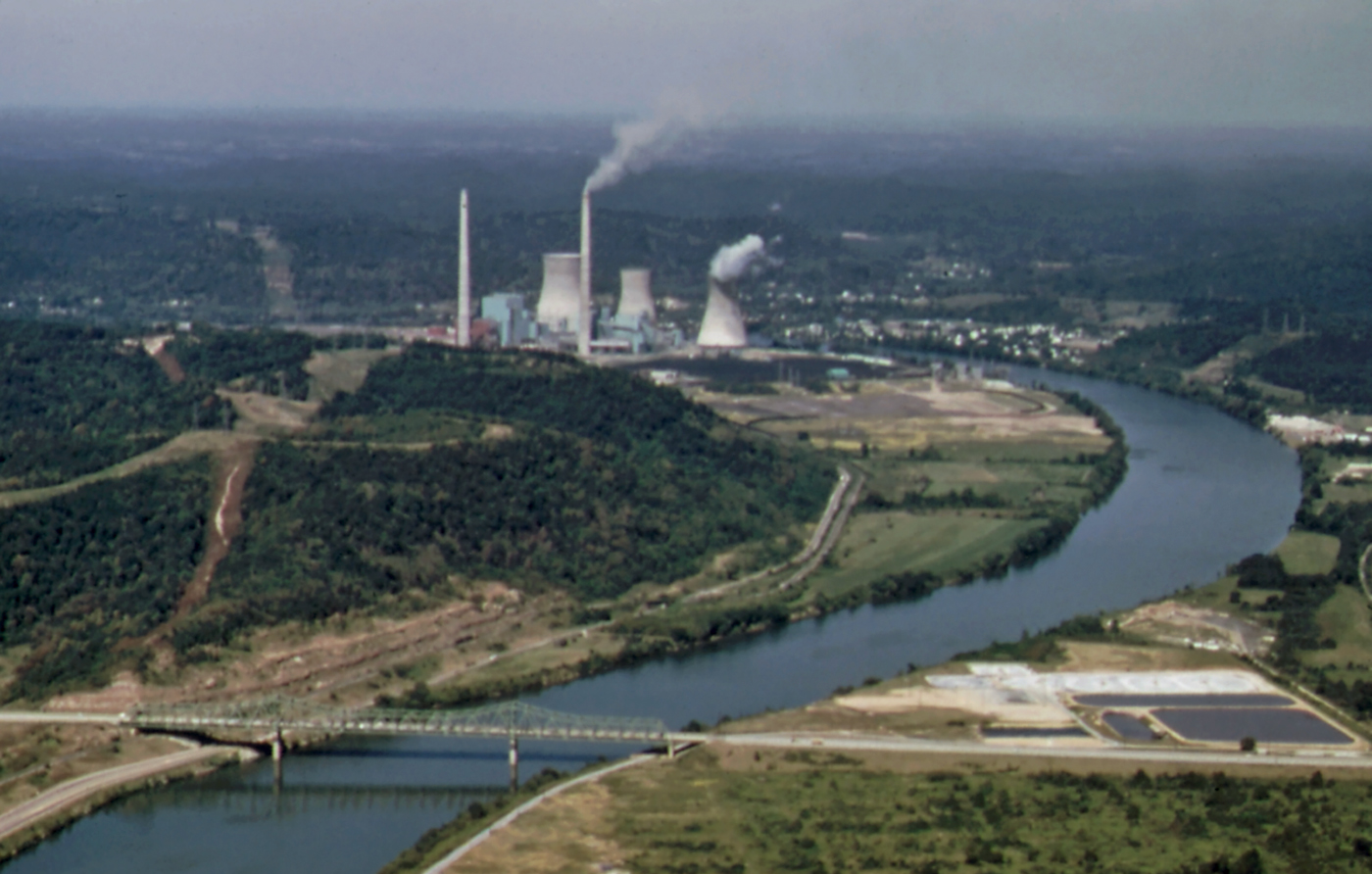
Kanawha River, hinten das Kraftwerk

| Block | Leistung | Inbetriebnahme |
| ----- | -------- | -------------- |
| 1     | 816,3 MW | September 1971 |
| 2     | 816,3 MW | Juni 1972      |
| 3     | 1300 MW  | Oktober 1973   |